# Supervectoring
Bei Supervectoring (Supervectoring 35b) handelt es sich um die bisher jüngste Weiterentwicklung des VDSL2-Standards. Alternative Bezeichnungen sind VDSL Annex Q oder Vectoring Plus bzw. V Plus. Das Verfahren ist von der ITU-T unter dem festgelegten VDSL2-Profil 35b (ITU-T G.993.2 Annex Q) normiert.
Die VDSL2- und DSL-Verfahren verwenden auf den bereits verlegten Kupfer-Doppeladern des Telefonnetzes ein Frequenzband, das oberhalb desjenigen für analoge Sprachtelefonie oder ISDN liegt und deshalb nicht für diese konventionellen Telekommunikationsanwendungen genutzt werden kann.

## Allgemeines
Supervectoring (DSL-Profil 35b) weitet die am Endanschluss verwendete Bandbreite von 17 MHz auf 35 MHz aus. Die Vectoring-Technik, mit der das sogenannte Übersprechen mit anderen Festnetzteilnehmern verringert wird, ist ebenfalls vorhanden und wurde durch Supervectoring optimiert. Mit dieser Technik ist eine Downstream-Rate von bis zu 300 Mbit/s innerhalb eines Radius von 300 Metern möglich.
Die Ausrüstung ist kompatibel mit bestehenden ADSL2+-/VDSL2-/Vectoring-Terminals.

## Netzarchitektur
Der 35b-Standard verwendet die gleiche Netzarchitektur wie der vorherige Standard. Dabei wird typischerweise eine FTTC-Netzstruktur verwendet und ermöglicht so die Versorgung vieler Teilnehmer über Kupferkabel. Das Herauslösen einzelner Kupferdoppeladern für Drittunternehmen ist aufgrund des Vectoring nicht mehr möglich, da das Vectoring auf alle Adernpaare angewendet wird. Für den Prozess des Vectoring ist eine Verteilerstation, der DSLAM (Digital Subscriber Line Access Multiplexer), notwendig, der über eine hohe Rechenleistung verfügen muss.

## Funktionsweise und technische Merkmale
Supervectoring ist eine Technologie, die das Übersprechen, auch bekannt als Far-End Crosstalk (FEXT), auf VDSL-Verbindungen reduziert. Übersprechen tritt auf, wenn benachbarte Leitungen im Kabelbündel durch unvermeidbare physikalische Effekte wie kapazitive Kopplung beeinflusst werden. Innerhalb des Supervectorings werden die Störeinflüsse der Nachbarleitungen im Kabelbündel von den beteiligten Netzkomponenten berechnet und ein invertierendes Störsignal erzeugt, das dem eigentlichen Signal in Upload- und Downloadrichtung hinzugefügt wird. Im besten Fall führt das invertierende Signal zur vollständigen Auslöschung der Störungen. Die Berechnung der Störeinflüsse ist jedoch aufwendig und erfordert verschiedene Verfahren wie Rückkanalmeldungen. Um effektive invertierende Signale zu erzeugen, müssen alle Kupferdoppeladern im Kabelbündel an einem gemeinsamen DSLAM enden. Nur dann können alle Leitungen in die Berechnungen einbezogen werden. Die Umsetzung dieser Technologie ist unter Regulierungsaspekten problematisch, da sie nicht mit dem Grundprinzip der Entbündelung der Leitungen und der Nutzung der Kabelverzweiger durch verschiedene Provider konform ist.
Eine weitere Besonderheit des Supervectorings ist die erweiterte Bandbreite im Vergleich zu VDSL von 17 auf 35 Megahertz. Da die Dämpfung bei höheren Frequenzen zunimmt und die Reichweite des Signals sinkt, nutzt das Profil 35b für hohe Frequenzen die doppelte Sendeleistung. Die maximalen Datenraten sind nur über kurze Entfernungen mit VDSL2 und Supervectoring möglich.
VDSL2 mit den Profilen 17a oder 35b für Vectoring oder Supervectoring kann an einem gemeinsamen DSLAM betrieben werden. Falls die Synchronisation mit dem Profil 35b nicht möglich ist, kann die Anschlussleitung mit dem Profil 17a und reduzierter Datenrate verwendet werden.
DMT, auch bekannt als „Discrete Multitone Transmission“, ist ein Modulationsverfahren, das bei DSL (Digital Subscriber Line) eingesetzt wird, um das Signal zu separieren. Mit dem Profil 35b wird der nutzbare Frequenzbereich in 8192 Kanäle oder Frequenzbänder aufgeteilt, wobei jedes Band eine Breite von 4,312 kHz hat. Die Modulation und Demodulation erfolgt mittels der schnellen Fourier-Transformation (FFT) im Spektralbereich. Jeder Kanal verwendet für die Modulation eine Quadraturamplitudenmodulation (QAM).

## Voraussetzungen für Supervectoring
Um Supervectoring nutzen zu können, müssen bestimmte Anforderungen erfüllt sein, die sowohl technischer als auch organisatorischer Natur sind. Die folgenden Voraussetzungen müssen erfüllt sein:
- Alle Teilnehmeranschlussleitungen eines Kabelbündels müssen am selben DSLAM enden und dürfen nicht von anderen Anbietern genutzt werden, um eine wirksame Kompensation der Störeinflüsse zu gewährleisten.
- Es muss eine FTTC-Netzinfrastruktur im Accessbereich vorhanden sein, bei der die Straßenverteiler (DSLAMs) per Glasfaser an die Infrastruktur des Anbieters angeschlossen sind. Die Entfernungen vom Straßenverteiler zum Kunden dürfen nur wenige hundert Meter betragen und müssen per Kupferdoppeladern überbrückt werden.
- Die Genehmigung des Vectorings durch regulatorische Gremien und Wettbewerbshüter ist erforderlich, da es dem Grundprinzip der Entbündelung von Teilnehmeranschlussleitungen und dem Zugang zum DSLAM für verschiedene Anbieter widersprechen kann.[7]

## Inkompatibilität
Supervectoring ist zum Teil mit Powerline-Adaptern inkompatibel. Diese können bei gleichzeitiger Nutzung mit Supervectoring zu Verbindungsabbrüchen führen. Das Powerline-Signal beeinträchtigt das Supervectoring-Signal.

## Nutzung in Deutschland
Die Deutsche Telekom bietet seit August 2018 Supervectoring mit Bandbreiten von bis zu 250 Mbit/s im Downstream (Magenta Zuhause XL) und 40 Mbit/s im Upstream an. In Gebieten, in denen Supervectoring mit 250 Mbit/s technisch nicht angeboten werden kann, sind gegebenenfalls Bandbreiten von bis zu 175 Mbit/s als Fallback-Option verfügbar. Bis Oktober 2019 erhielten etwa 25 Millionen Haushalte die Möglichkeit, Supervectoring zu nutzen, im Mai 2022 waren es 27,4 Millionen. Weitere Anbieter von Supervectoring sind u. a. Inexio, Vodafone, DNS:Net und 1&1.